# Velling (Ringkøbing-Skjern Kommune)
 For alternative betydninger, se Velling. (Se også artikler, som begynder med Velling)
Velling er en landsby i Vestjylland med 262 indbyggere  (2024). Velling er beliggende ved Ringkøbing Fjord syv kilometer sydøst for Ringkøbing og 46 kilometer vest for Herning. Byen hører til Ringkøbing-Skjern Kommune og er beliggende i Region Midtjylland.
Landsbyen hører til Velling Sogn, og Velling Kirke, Velling Friskole, Fjordvang Efterskole samt Vestjyllands Højskole ligger i byen. 
Velling er omdrejningspunkt for Stine Pilgaards roman Meter i sekundet fra 2020.
Hella Joof filmatiserede romanen i Velling i 2023.